# Peter Augustus Jay (Diplomat)

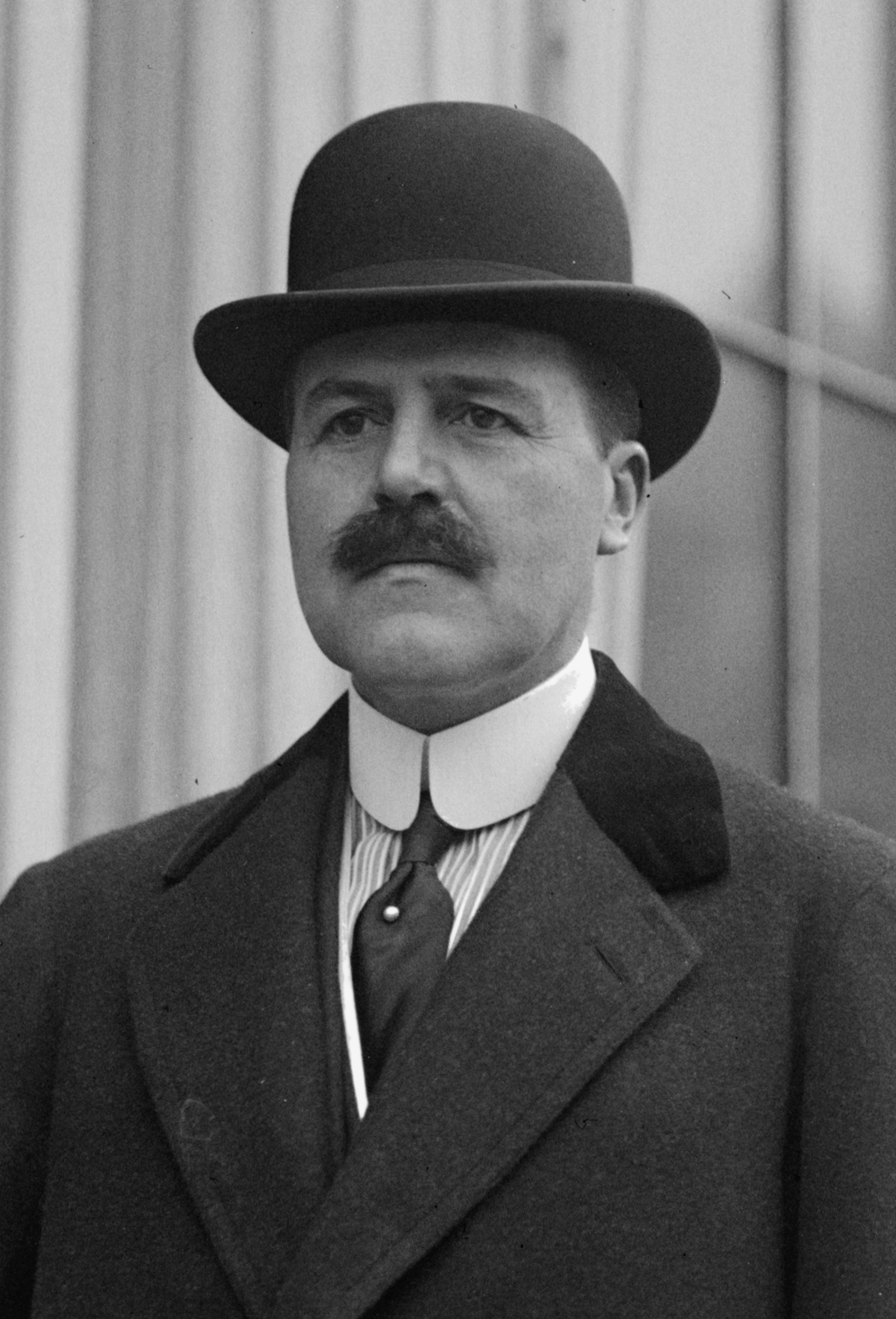
Peter Augustus Jay (1923)

Peter Augustus Jay (* 23. August 1877 in Newport, Rhode Island; † 18. Oktober 1933 in Washington, D.C.) war ein US-amerikanischer Diplomat, der unter anderem zwischen 1925 und 1926 Botschafter in Argentinien war.

## Leben

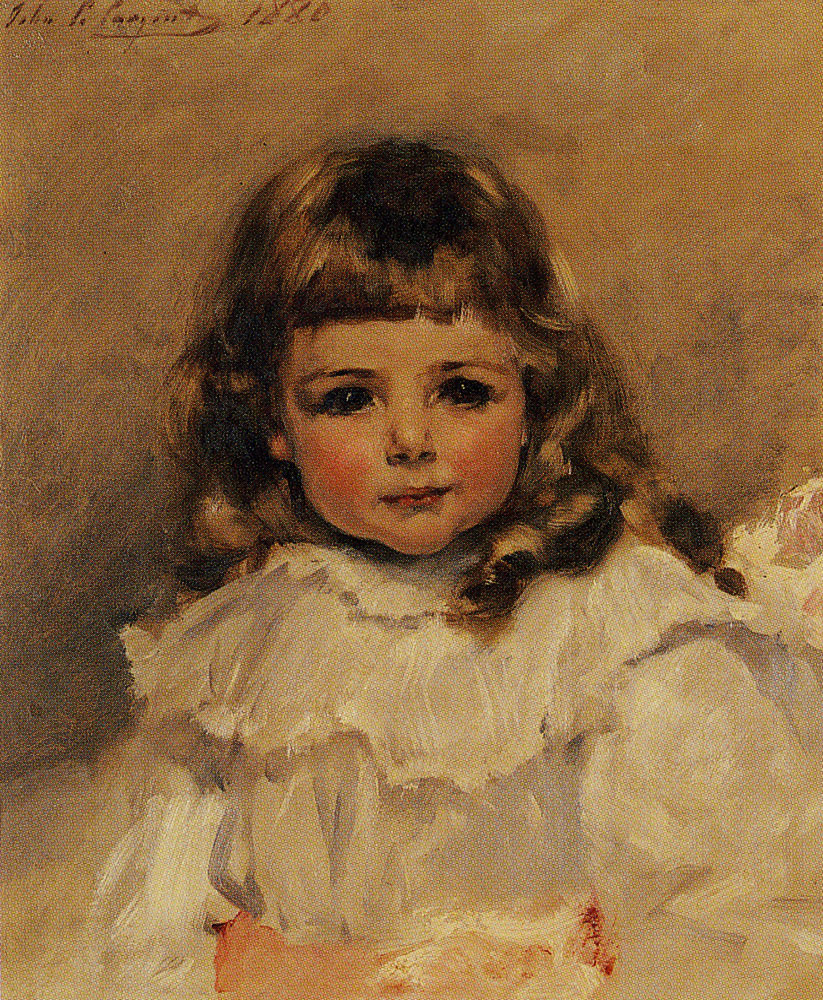
Peter Augustus Jay als Kleinkind (Gemälde von John Singer Sargent, 1880).

Peter Augustus Jay stammte aus einer einflussreichen Familie und war der Sohn des Diplomaten Augustus Jay (1850–1919) und dessen Ehefrau Emily Astor Kane Jay (1854–1932) sowie der ältere Bruder von DeLancey Kane Jay (1881–1941). Sein Urgroßvater väterlicherseits war der Rechtsanwalt und Politiker Peter Augustus Jay (1776–1843), während sein Ururgroßvater John Jay (1745–1829) einer der Gründerväter der Vereinigten Staaten, von 1784 bis 1790 zweiter Außenminister der Vereinigten Staaten, 1789 bis 1795 erster Präsident des Obersten Gerichtshofes (Chief Justice of the United States) sowie von 1795 bis 1801 zweiter Gouverneur von New York war. Ein Onkel mütterlicherseits war Colonel DeLancey Astor Kane (1844–1915), Lieutenant Samuel Nicholson Kane (1846–1906), und Captain Woodbury Kane (1849–1905), die als Nachfahren der Familie Astor und Cousins von John Jacob Astor IV (1864–1912) zu den bekanntesten Familien der Gilded Age gehörten.
Jay selbst absolvierte nach dem Besuch des renommierten Eton College in England ein Studium an der Harvard University, welches er 1900 beendete. 1902 trat er als Foreign Service Officer in den diplomatischen Dienst des Außenministeriums ein und fand in den folgenden Jahren Verwendungen an den Auslandsvertretungen in Paris, Konstantinopel und Tokio. Am 21. Dezember 1909 wurde er zum Diplomatischen Agent in Ägypten und Generalkonsul in Kairo ernannt, woraufhin er am 28. November 1910 seine Akkreditierung als Nachfolger von Lewis M. Iddings übergab. Er verblieb auf diesem Posten bis zum 8. Oktober 1913 und wurde daraufhin von Olney Arnold abgelöst. Am 4. Mai 1920 erfolgte seine Ernennung zum Gesandten der Vereinigten Staaten in El Salvador, wo er am 10. Februar 1921 als Nachfolger von Frank D. Arnold sein Beglaubigungsschreiben überreichte. Er verließ diesen Posten jedoch nach nur zwei Monaten am 28. April 1921, woraufhin Montgomery Schuyler, Jr. ihn ablöste.
Jay selbst wurde bereits am 18. April 1921 zum Gesandten im Königreich Rumänien ernannt, wo er am 30. Juni 1921 als Nachfolger von Charles J. Vopicka sein Beglaubigungsschreiben überreichte. Dieses Amt hatte er bis zum 9. Mai 1925 inne und wurde anschließend von William S. Culbertson abgelöst. Während seiner Tätigkeit als Gesandter in Rumänien half er bei der Aushandlung der Rückzahlungsbedingungen des Landes für Entwicklungskredite aus Kriegs- und Nachkriegszeiten. Daraufhin erfolgte am 18. März 1925 seine Ernennung zum Botschafter in Argentinien, wo er am 24. September 1925 als Nachfolger von John W. Riddle seine Akkreditierung übergab. Er war im Mai 1926 anwesend, als vor der Tür der US-Botschaft eine Bombe explodierte, eine Aktion, die ein Protest gegen die Schuldsprüche im Sacco-und-Vanzetti-Prozess gewesen sein könnte. Sein Gesundheitszustand begann sich zu verschlechtern, während er in Buenos Aires diente, und er legte am 30. Dezember 1926 sein Amt nieder, woraufhin Robert Woods Bliss ihn ablöste. Nach seiner Rückkehr lebte er im Ruhestand in Washington, D.C. 1928 wurde er als Vertreter der USA zum Mitglied der Ständigen Internationalen Kommission ernannt, einer Organisation, die durch den Friedensvertrag zwischen den Vereinigten Staaten und Spanien von 1914 gegründet wurde.
Peter Augustus Jay war mit Susan Alexander McCook Jay (1879–1977) verheiratet, einer Tochter des Rechtsanwalts, Unternehmers und Colonel John James McCook (1845–1911) sowie Enkelin von Major Daniel McCook (1798–1863), der mit seinem Bruder und deren insgesamt 15 Söhnen die sogenannten „Fighting McCooks“, die im Unionsheer im Sezessionskrieg dienten. Aus dieser Ehe gingen die beiden Töchter Emily Kane Jay (1911–1926) und Susan Mary Jay Alsop (1918–2004) hervor. Nach seinem Tode wurde er auf dem Familienfriedhof, dem John Jay Cemetery, in Rye beigesetzt.